# 밤은 짧아 걸어 아가씨야
《밤은 짧아 걸어 아가씨야》(夜は短し歩けよ乙女, よるはみじかしあるけよおとめ)은 모리미 도미히코 (森見登美彦)의 장편소설이다. 2006년 11월 일본에서 가도카와 쇼텐에서 처음 출판하였으며, 대한민국에서는 2008년 8월 작가정신에서 출판되었다. 제20회 야마모토 슈고로 상 수상작, 제137회 나오키상 후보작, 2007년 서점대상 2위에 오른 작품이다. 2017년 2월 기준으로 일본에서는 누적판매량이 130만부가 넘는 베스트셀러로 등극했다.
교토 대학과 그 주변을 모티브로 무대를 삼아, 어딘가 모자란 남학생과 순진한 여자 후배의 사랑 이야기를 두 가지 시각으로 교대로 그려낸 작품이다. 전반적으로 해학이 넘치는 작품이며, 가끔씩 초현실적인 알 수 없는 에피소드도 섞여 있다. 또 옛 문장을 자주 인용한 것도 특징이다. 소설 제목은 요시이 이사무가 작사한 <곤돌라의 노래> (ゴンドラの唄)의 가사 중 첫구절에 해당되는 "인생은 짧아 연애하라 아가씨야" (いのち短し　恋せよ乙女)란 표현에서 따온 것이다.
2008년 12월에는 가도카와 문고에서 문고판이 나왔으며, 애니메이션 개봉에 맞추어 2017년 4월 가도카와 츠바사 문고에서 아이들을 위한 후리가나와 삽화 등을 추가한 특별판이 나왔다. 특별판은 대한민국에서도 애니메이션 개봉시기와 맞추어 2018년 3월에 작가정신에서 출판되었다.
2017년 4월 7일 유아사 마사아키 감독에 의해 애니메이션 극장판으로 일본에서 개봉하였다. 제41회 오타와 국제 애니메이션 페스티벌 장편부문 그랑프리, 제41회 일본 아카데미상 최우수 애니메이션상을 수상하였다. 극장판은 미디어캐슬의 수입으로 2018년 3월 29일 대한민국에서도 개봉하였다.